# 나는 여자 운전사
"나는 여자 운전사"는 한국에서 제작된 장일호 감독의 1965년 영화이다. 문정숙 등이 주연으로 출연하였고 박원석 등이 제작에 참여하였다.

## 출연

### 주연
- 문정숙
- 장동휘
- 이대엽
- 최난경

## 기타
- 조명: 김연
- 미술: 박석인